# روبن آلونسو
روبن آلونسو (انگلیسی: Rubén Alonso؛ زادهٔ ۱ سپتامبر ۱۹۶۲) بازیکن فوتبال سابق و مربی اهل اروگوئه است.